# 3592 Nedbal
3592 Nedbal este un asteroid din centura principală, descoperit pe 15 februarie 1980 de Zdeňka Vávrová.